# Brömsentaler

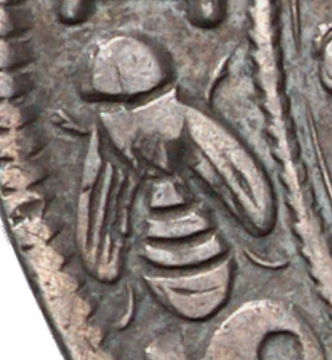
Bremse

Brömsentaler, auch Bremsentaler, ältere Schreibweisen Brömsen-Thaler und Brömsenthaler, sind verschiedene Talermünzen der Reichsstadt Lübeck. Die ersten dieser Talertypen sind unter dem Lübecker Bürgermeister Nikolaus Brömse (* um 1472; † 1543) im Jahr 1537 geprägt worden. Die weiteren Brömsentaler wurden während der Amtszeit des Bürgermeisters Dietrich Brömse (nach Kahnt: Diderich Brömse) zwischen 1594 und 1599 geprägt. Sie zeigen jedoch andere Münzbilder als die von 1537. Alle diese Taler haben in der Umschrift eine oder zwei Bremsen (Brömsen), von denen die Taler ihren Namen erhalten hatten.

## Geschichte

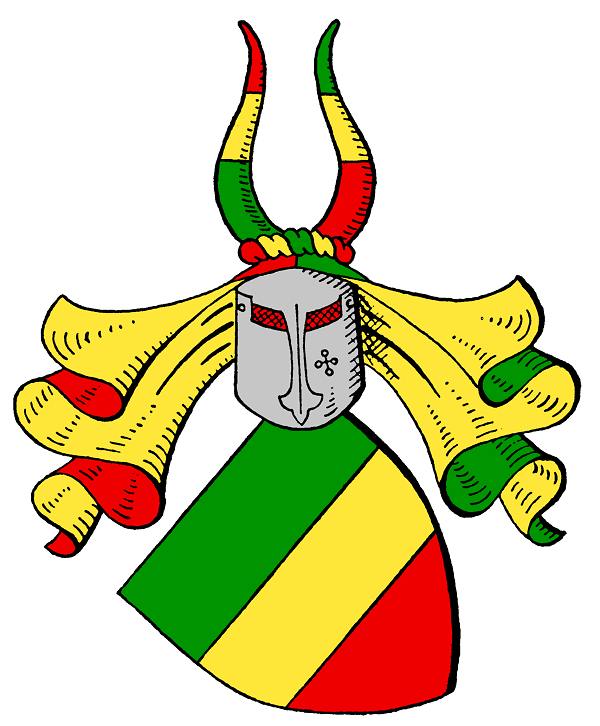
Stammwappen der Brömbsen (Brömsen)

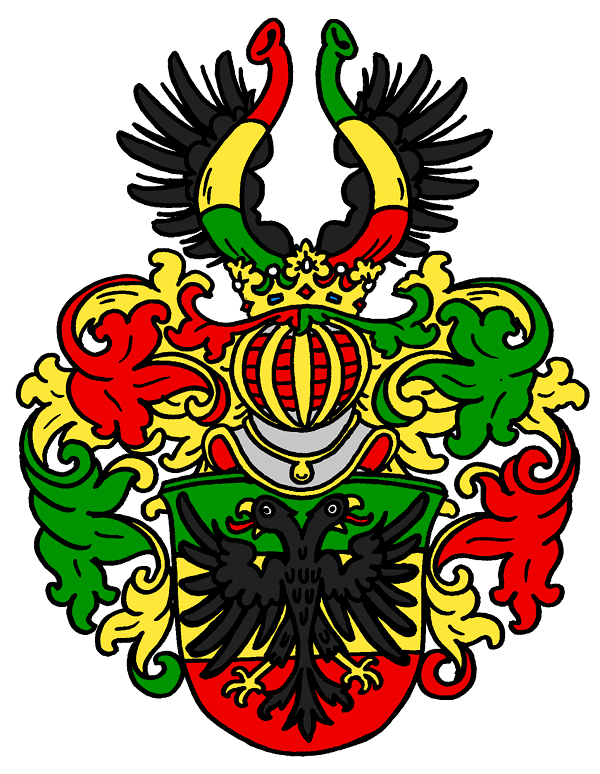
„Verbessertes Wappen“ derer von Brömbsen (Brömsen) von 1532 durch Kaiser Karl V.

Ab 1502 kam es in der Lübecker Münzgeschichte zur Prägung erster Talermünzen. Der erste Taler mit dem Bildnis Karls V. auf der Rückseite stammt von 1528. Er wurde nach der Esslinger Reichsmünzordnung geprägt und während der ersten Amtszeit des Lübecker Bürgermeisters Nikolaus Brömse ohne das Zeichen „Bremse“ ausgebracht.
Nachdem die unzufriedene Bürgerschaft unter Führung von Jürgen Wullenwever 1530 die Einführung der Reformation und mit dem Bürgerausschuss politische Teilhabe gegen den Rat durchgesetzt und Anfang 1531 den Eintritt in den Schmalkaldischen Bund beschlossen hatte, verließ der streng altgläubige Brömse 1531 die Stadt, um bei katholischen Fürsten Hilfe gegen seine innerstädtischen Gegner zu suchen. Er begab sich zum Kaiser Karl V., der ihn zum Ritter schlug und zum Kaiserlichen Rat ernannte. Auf kaiserlichen Druck mussten Wullenwever, der Bürgerausschuss und die aus diesem in den Rat gelangten Bürger im August 1535 zurücktreten. Nikolaus Brömse kehrte nach Lübeck zurück und begann die zweite Amtszeit.
Die sogenannten Brömsentaler mit der Jahreszahl 1537 wurden etwa zwei Jahre nach Brömses Rückkehr geschlagen. Mitunter wurde der kniende Ritter auf dem Brömsentaler als Selbstdarstellung des Bürgermeisters Brömse angesehen. Das schuf Verwirrung unter der Bürgerschaft. Wenn er sich das tatsächlich herausgenommen hätte, würden die Gepräge, so Köhler, „eine höchst unziemliche und von der gantzen Bürgerschaft verabscheuete Herrschsucht vor Augen gelegt haben.“

### Bremse
Johann David Köhler beschreibt in seiner Münzbelustigung detailliert das Wappen des Geschlechts der Brömsen.

„Ihr uralter Wappenschild war […] in drey Theile gleich abgetheilet, davon oben grün, der mittlere gelb oder Goldfarb und der untere roth. Denselben bedeckte ein mit zwo Püffels-Hörnern gezierter Turnier-Helm […]. Denselben hat K. Carl V. 1532 den 12. Jun. solcher Gestalt verbessert, daß er in dem selben […] aufrecht einen schwartzen Adler […] gesetzet.“

Die „Brömse“ auf dem ersten Taler, die diesem „einen eigenen Beynahmen gegeben und damit sehr berühmt gemacht hat“, so Köhler, ist kein Wappen der Familie Brömsen.
Eine Bremse als redendes Wappen ist, wie mitunter erwähnt, im Wappenbild nicht vorhanden. Die Bremse stammt weder aus einem bürgermeisterlichen Wappen, noch ist sie ein Münzmeisterzeichen. Das Insekt ist das „redende“ Zeichen des Lübecker Bürgermeisters Nikolaus Brömse und seiner Nachkommen.

### Sage
Wie es wahrscheinlich zum Namen Brömse kam, ist ebenfalls erläutert:
Die alte adelige Familie der Brömsen oder Brömbsen, auch Bromes und Broemes hat im 12. Jahrhundert einer Sage nach den Namen von der Netze, einem adeligen Landgut, das, so Köhler, „eine starke Meilwegs von Lüneburg gegen Osten“ am Fluss der Netze – heute Neetze – liegt, geführt. Als ein benachbarter Fürst einen Turniergenossen aus diesem Geschlecht auffordert, ein paar Lanzen mit ihm zu brechen, und dieser ihm etliche harte Stöße versetzte, hat er gesagt: „Du stichst wie eine Brömse“. Daher hat dieser dem fürstlichen Urteil zum Ehrenandenken den Zunamen Brömse angenommen und auf seine Nachkommen übertragen.

## Münzbeschreibungen

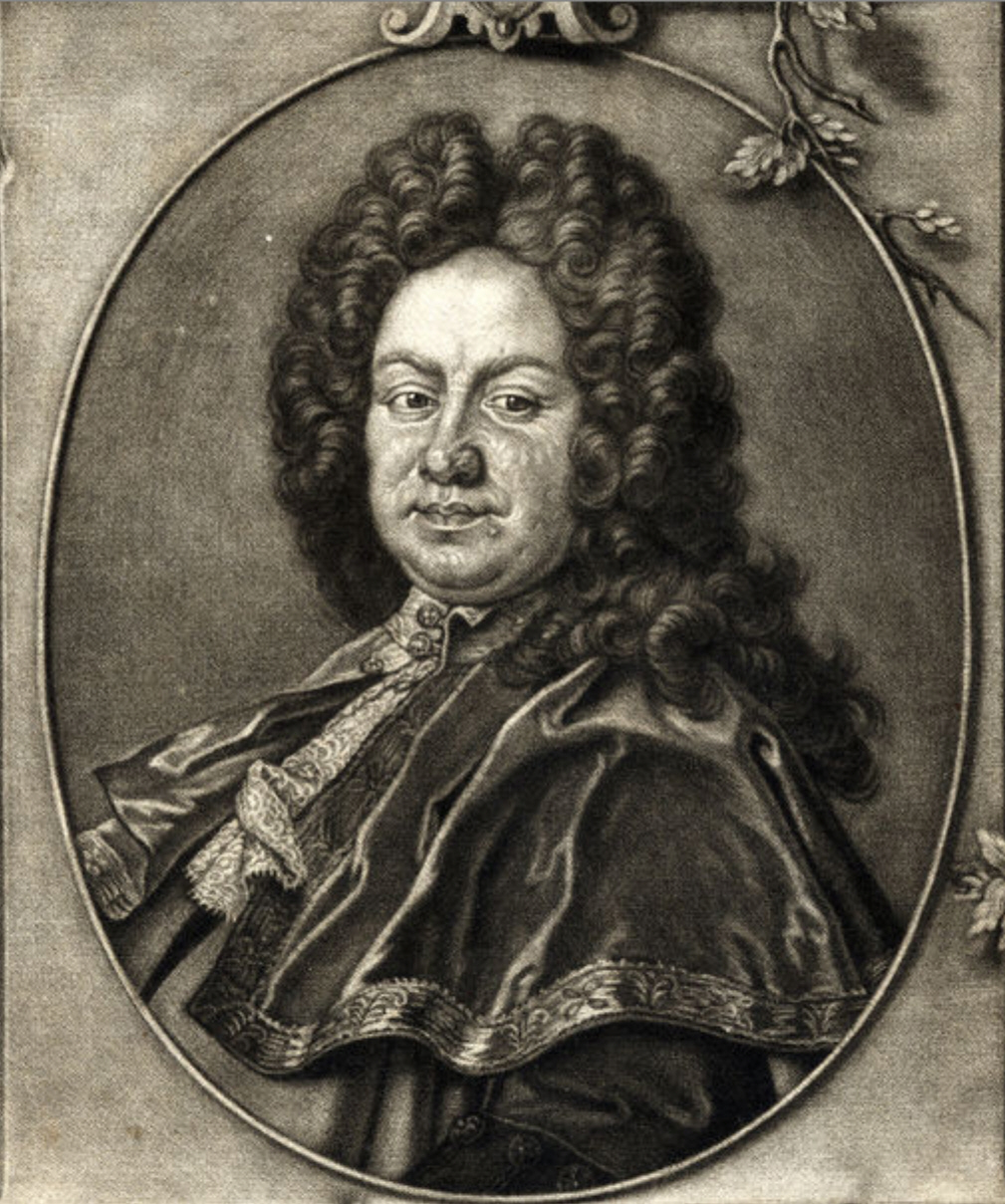
Johann David Köhler hat sechs Brömsentaler beschrieben und eine umfangreiche „Historische Erklärung“ dazu geliefert.

In Johann David Köhlers Münzbelustigung sind Bilder der drei Brömsentaler von 1537 aus der Amtszeit von Nikolaus Brömse und die seines Neffen, des Lübecker Bürgermeisters Dietrich Brömse, mit den Jahreszahlen 1595, 1596 und 1599 enthalten. Diese Gepräge haben wegen der großen Zeitdifferenz andere Münzbilder.
Von den sechs von Köhler beschriebenen und abgebildeten Brömsentalern sind hier nur drei (einschließlich des Talerbilds oben) wiedergegeben, da sich die anderen nur wenig von den hier abgebildeten unterscheiden. Sie stammen alle aus der Münzstätte Lübeck.
Die Vorderseiten sind sowohl nach Johann David Köhler als auch nach Karl Christoph Schmieder jeweils die Seiten mit Bezug auf den Kaiser. Das hat sich geändert. Als Vorderseite gilt die Seite, die den Münzherren nennt oder abbildet. Das ist die Lübecker Seite.
Weil die ersten drei Brömsentaler gleiche Jahreszahlen haben, ist die Reihenfolge dieser Taler unterschiedlich angegeben. Für den Artikel ist daher die aus Köhlers Münzbelustigung verwendet worden. Das Blatt in der Umschrift der ersten drei Taler ist das Münzmeisterzeichen des Münzmeisters Jürgen Bockhold.

### Erster Brömsentaler
Der erste und gefragteste Brömsentaler von 1537 stammt aus dem Münzkabinett Berlin (siehe Bild oben).
Die Vorderseite zeigt einen nach links knienden geharnischten Ritter mit aufgeschobenem Visier am Helm und erhobenem Schwert in der rechten Hand. Mit der linken hält er den Reichsadlerschild mit dem Doppeladler, der auch Bestandteil des 1532 an Brömse verliehenen Wappens ist. Die Klinge teilt die Jahreszahl 1537.
- Umschrift: (Blatt) MONETA ۰ CESAREӔ ۰ CIVITATIS (Bremse) LVBECӔ (Blatt) 15–37, AE ist ligiert, nach Civitatis ist eine Bremse zu sehen.
- Übersetzung: Münze der kaiserlichen Stadt Lübeck.

Die Rückseite zeigt das Brustbild des Kaisers Karl V. im Profil nach rechts mit etwas erhabenem Kopf, wie es in Gemälden von Tizian vorkommt. Das kurz geschnittene Haar bedeckt ein schief gesetztes Barett. Der spanische Mantel hat einen ausgesteiften Kragen. Auf der Brust des Kaisers ist der Orden vom Goldenen Vlies zu sehen. Für das Münzbild hat wahrscheinlich der Medailleur als Vorlage ein Porträt von Tizian verwendet.
- Umschrift: + IMP(erator) : CAROLVS ۰ V : CESARV3(s) ۰ NVLLI ۰ SECVNDVS ۰
- Übersetzung: Kaiser Karl V., der keinem nachsteht (niemandem zweiter).

Johann David Köhler übersetzt sinngemäß: „Kaiser Karl V. gibt keinem Kaiser etwas nach.“

### Zweiter Brömsentaler
Der zweite Brömsentaler unterscheidet sich im Wesentlichen nur dadurch vom ersten, dass der Kaiser nicht im Profil, sondern von vorn dargestellt ist und nach halb rechts blickt. Der Taler ist deshalb hier nicht abgebildet.

### Dritter Brömsentaler
(Vorderseite und Rückseite sind im Bild vertauscht)

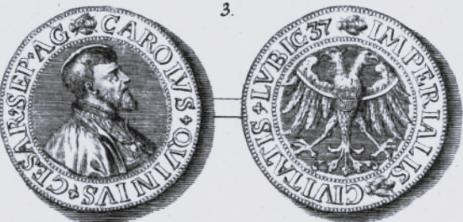
Dritter Brömsentaler von 1537, Reichsstadt Lübeck

Der dritte Brömsentaler zeigt auf der Vorderseite den Doppeladler mit dem Lübecker Stadtwappen auf der Brust. In der Umschrift befinden sich zwei Bremsen und die Jahreszahl (15)37.
- Umschrift: (Bremse) IMPERALIS (Bremse) CIVITATIS LVBIC 37
- Übersetzung: Kaiserliche Stadt Lübeck

Die Rückseite zeigt das Brustbild des Kaisers Karl V. wie auf dem ersten Taler. Auf dem Rand über dem Kopf des Kaisers ist eine Bremse zu sehen.
- Umschrift: (Bremse) CAROLVS (Blatt) QVINTVS (Blatt) CESAR ۰ SE(m)P(er) ۰ A(u)G(ustus)
- Übersetzung: Karl V., allzeit erhabener Kaiser.[18]

### Vierter, fünfter und sechster Brömsentaler
(Vorderseite und Rückseite sind im Bild vertauscht)

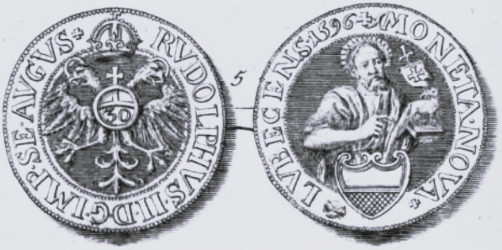
Fünfter Brömsentaler von 1596, Reichsstadt Lübeck

Die vierten, fünften und sechsten Brömsentaler der Amtszeit von Dietrich Brömse mit den Jahreszahlen 1595, 1596 und 1599 zeigen auf der Vorderseite das Bildnis Johannes des Täufers mit dem Stadtwappen von Lübeck. Die rechte Hand hebt der Heilige, um zu segnen. Mit der linken hält er ein Buch, auf dem ein zurücksehendes Osterlamm mit einem Siegesfähnlein steht. Links neben dem Stadtwappen befindet sich im Schriftkreis eine Bremse.
- Umschrift:  MONETA ۰ NOVA +  – (Bremse) LVBECENS(is) ۰ 1595 +
- Übersetzung: Neue Münze Lübecks

Die Rückseite der drei Brömsentaler zeigen einen doppelköpfigen nimbierten und bekrönten Reichsadler mit Reichsapfel auf der Brust, in dem sich die Zahl 30 befindet.
- Umschrift: RVDOLPHVS ۰ II ۰ D(ei) ۰ G(ratia) ۰ IMP(erator) ۰ SE(mper) ۰ AVGVS(tus) +
- Übersetzung: Rudolph II. von Gottes Gnaden allzeit erhabener römischer Kaiser[20]